# Läskvattsån (naturreservat)
Läskvattsån är ett naturreservat i Krokoms kommun i Jämtlands län.
Området är naturskyddat sedan 2014 och är 50 hektar stort. Reservatet omfattar Läskvattsån som är ungefär fyra kilometer lång och rinner från sjön Läskvattnet till Lakavattnet. I ån finns flodpärlmussla och öring. 